# Magdalenenstraße 7 (Darmstadt)
Das Haus Magdalenenstraße 7 ist ein Bauwerk in Darmstadt.

## Geschichte und Beschreibung
Das Haus Magdalenenstraße 7 wurde um das Jahr 1600 erbaut.
Stilistisch gehört das Gebäude zur Renaissance.
Das Haus entstammt der ersten Bauphase der Alten Vorstadt und wurde im Zweiten Weltkrieg teilweise zerstört.
Das als dreiachsiges Giebelhaus erbaute Gebäude wurde vielfältig verändert.
Im 19. Jahrhundert erfolgte ein Umbau zu einem dreigeschossigen, traufständigen Gebäude mit vier Fensterachsen und einer überbauten Toreinfahrt.
Im Jahre 1950 wurde es als Renaissance-Giebelhaus mit einer seitlichen, nicht überbauten Toreinfahrt wiederaufgebaut.
Das Tor wurde gegenüber dem Originalzustand vergrößert.
Die Fassade ist verputzt.

## Denkmalschutz
Das Haus Magdalenenstraße 7 ist ein typisches Beispiel für den Renaissancebaustil in Darmstadt.
Aus architektonischen und stadtgeschichtlichen Gründen gilt das Gebäude als Kulturdenkmal.